# Большаков, Николай Валерьевич
Николай Валерьевич Большаков (род. 11 мая 1977, Черногорск, Хакасская АО) — российский лыжник, бронзовый призёр чемпионата мира 2005 года в эстафетной гонке 4х10 км.

## Спортивная карьера
Лучшим достижением является бронзовая медаль чемпионата мира 2005 года в Оберстдорфе в эстафетной гонке 4х10 км.
Являлся членом сборной команды России на Олимпийских играх 2002 в Солт-Лейк-Сити, лучший личный результат — 7-е место в масс-старте на 30 км свободным стилем.
На этапах Кубка мира лучший результат в личных гонках — 5-е место.